# Saint-Légier-La Chiésaz
Saint-Légier-La Chiésaz är en ort i kommunen Blonay – Saint-Légier i kantonen Vaud i Schweiz. Den ligger cirka 19,5 kilometer sydost om Lausanne. Orten har 5 627 invånare (2021). Saint-Légier-La Chiésaz består av de sammanvuxna ortsdelarna Saint-Légier och La Chiésaz.
Orten var före den 1 januari 2022 en egen kommun, men slogs då samman med kommunen Blonay till den nya kommunen Blonay – Saint-Légier.